# 是德科技
是德科技（Keysight Technologies），是一家生产测试与测量仪器与软件的美国公司。2014年从安捷伦科技的电子产品与技术部分分立为是德科技；安捷伦科技留下化学与生化分析产品部分。
公司名字是key与insight的缩合词（portmanteau），涵义是公司使命为"unlocks" "critical or key insights"

## 产品
包括针对台面（benchtop）仪器、模块（modular）仪器、现场（field）仪器的硬件与软件。包括示波器、万用表、逻辑分析仪、信号发生器、频谱分析仪、电路网络分析仪, 原子力显微镜 (AFM), 自动光学检查, 自动X光检查 (5DX), in-circuit test, 电源与手持工具。此外，还生产电子设计自动化 (EDA)软件(EEsof部门)。主要服务行业有：半导体工业、计算机、制造业、航空航天、防务、电信等。

## 历史
1939年，惠普公司成立时从事的就是电子测试设备；计算机与生命科学产品都是后来的事。1999年，惠普的所有测试测量产品部门分立出成为安捷伦科技，惠普保留了计算机与打印机业务。  2014年11月1日，安捷伦正式分立出是德科技。这是通过普通股（common stocks）分立实现的，以达到对美国联邦所得税免税目的。截至2014年10月22日持有安捷伦普通股的股东，每2张普通股会收到一张是德科技的普通股。
2015年6月，宣布以3.88亿英镑收购英国的Anite公眾有限公司。
2013年，营收3.65亿美元的12%用于研发。
2017 年，是德科技以约 16 亿美元的现金收购了 Ixia。
2020 年 6 月 25 日，是德科技以 3.3 亿美元从凯雷集团手中收购了Eggplant (软件)。